# Путин. Итоги. 10 лет

Обложка издания «Путин. Итоги. 10 лет»

«Путин. Итоги. 10 лет» — доклад, посвященный критике деятельности Владимира Путина на должностях Президента и Председателя Правительства России. Доклад вышел в июне 2010 года и охватывает период с 2000 по 2010 год.
Авторами доклада являются лидеры Партии народной свободы Борис Немцов и Владимир Милов. Доклад «Путин. Итоги. 10 лет» является переработанным и дополненным изданием их доклада «Путин. Итоги», вышедшего в 2008 году.

## Содержание
Основное внимание в докладе уделяется темам коррупции, депопуляции, социальному неравенству, ситуации в экономике и положению на Кавказе.
Доклад основан на данных открытой официальной российской и международной статистики, а также публикаций СМИ, как проправительственных, так и независимых. К тексту доклада приведены многочисленные ссылки.

## Издание
14 июня 2010 года Борис Немцов и Владимир Милов представили свой новый доклад на пятом Московском международном книжном фестивале.
В отличие от доклада «Путин. Итоги», изданного тиражом 5 000 экземпляров, данный доклад рассчитан на массового читателя и издан крупным тиражом в один миллион экземпляров.
Для более широкого распространения доклада «Путин. Итоги. 10 лет», а также ранее вышедших докладов о Путине, авторами которых также являлись Борис Немцов и Владимир Милов, был одновременно создан одноимённый сайт. На сайте размещены полные тексты всех докладов. В разделе «Самиздат» имеются версии докладов в различных форматах для облегчения печати в домашних условиях. Доклад также размещён на персональных сайтах Бориса Немцова и Владимира Милова.
Вскоре доклад «Путин. Итоги. 10 лет» был переведен на английский язык и опубликован в блоге «La Russophobe», после чего этот текст был добавлен на сайт «Путин. Итоги» с пометкой «неофициальный перевод». Через некоторое время стала выходить и видеоверсия доклада. Её созданием занимается член движения федерального политсовета движения «Солидарность» Леонид Мартынюк. Видеоролики его проекта «Ложь путинского режима» также размещаются на сайте «Путин. Итоги».

## Распространение
После презентации доклада 14 июня, в тот же день активистами «Солидарности» была начата раздача брошюр у станций метро в Москве.
15 июня сайт «Путин. Итоги», а также персональные сайты Бориса Немцова и Владимира Милова подверглись DDoS-атакам.
16 июня в Санкт-Петербурге была задержана машина со 100 000 экземплярами доклада. По словам милиции, причиной задержания послужило отсутствие документов на въезд большегрузных автомобилей в центр города. На следующий день сотрудники спецслужб приехали в типографию и задержали ещё 100 тысяч экземпляров доклада, а также заблокировали его дальнейшую печать.
18 июня в Петербурге пятеро активистов «Объединённого гражданского фронта» были задержаны при попытке раздать доклад участникам Международного экономического форума.
В ответ на действия властей Борис Немцов заявил:

Вместо того, чтобы спорить с положениями доклада, опровергать базовые его положения, доказывать свою эффективность, решили действовать по-путински. Грубо нарушая конституционное право граждан на информацию, решили, как в старые добрые времена, оппозиционную литературу ликвидировать. Причина — в докладе изложены с цифрами и фактами истинные итоги правления Путина.<…> Позиция власти одновременно и глупая. Аресты и изъятия лишь привлекают общественное внимание к докладу и его содержанию.
По словам Немцова, он являлся собственником тиража доклада и арест тиража спецслужбами означал кражу его имущества.
В отличие от Петербурга, в Москве не возникло сложностей с доставкой и складированием доклада. Доклад раздавался в Москве у различных станций метро, и на 25 июня было роздано около 30 тысяч экземпляров.
25 июня стало известно, что экстремизма в докладе найдено не было, однако ввиду бюрократической волокиты (истёк срок доверенности) оппозиционеры не могли получить тираж обратно. 6 июля из арестованных 300 тысяч брошюр доклада «Путин. Итоги. 10 лет» 100 тысяч были возвращены.
8 июля Борис Немцов провел презентацию доклада во Владимире.
20 июля белорусская правительственная газета «Рэспубліка» опубликовала выдержки из доклада «Путин. Итоги. 10 лет».
С лета 2010 года доклад распространялся на пикетах, митингах и прочих акциях движения «Солидарность», в частности, в рамках кампании «Путин должен уйти».
25 октября милиция в Иванове арестовала 2 тысячи экземпляров доклада «Путин. Итоги. 10 лет», столько же докладов «Путин. Коррупция», около 100 экземпляров книги «Исповедь бунтаря», а также листовки с призывом голосовать против всех.

## Судебные процессы
23 сентября Геннадий Тимченко подал иск на авторов доклада, Бориса Немцова и Владимира Милова. 2 февраля суд частично удовлетворил требования Тимченко, обязав Немцова и Милова выплатить ему по 100 000 рублей в качестве компенсации морального вреда.

## Первое издание доклада
В феврале 2008 года Борис Немцов и Владимир Милов опубликовали доклад «Путин. Итоги», в котором подвергли резкой критике деятельность российской власти в президентство Владимира Путина. По мнению авторов, в этот период не были использованы широкие возможности, связанные с высокими ценами на энергоносители:

Наши армия, пенсионная система, системы здравоохранения и начального образования, дороги при Путине деградировали. С экономикой тоже не все здорово: благополучное время в основном позволило привести в порядок финансы и раздуло пузыри на рынках акций и недвижимости, а инвестиции в развитие реального сектора росли весьма сдержанно, модернизации производственного аппарата за это время не произошло. Возможности, образовавшиеся благодаря внезапному «нефтяному дождю», были упущены. Как и при Брежневе, сверхдоходы от экспорта нефти и газа были в значительной степени проедены, а необходимые преобразования — не проведены. В результате к концу путинского президентства мы опять у разбитого корыта — без работающих систем социального обеспечения, с нарастающим дефицитом пенсионного фонда, с армией из прошлого века, огромными долгами госкомпаний, гигантской, не имеющей аналогов в российской истории коррупцией.

## Путин. Итоги. 2018
В 2018 году доклад был переиздан Ильёй Яшиным и Владимиром Миловым с обновленными данными. Авторы отмечают, что за прошедшие 8 лет негативные тенденции, отмеченные в докладе, только усилились.

## Другие доклады
Другие экспертные доклады, подготовленные Борисом Немцовым и Владимиром Миловым:
- «Путин. Коррупция» — март 2011 года.
- «Лужков. Итоги» — сентябрь 2009 года (первое издание).
- «Сочи и Олимпиада» — апрель 2009 года[25].
- «Путин и кризис» — февраль 2009 года[26].
- «Путин и „Газпром“» — сентябрь 2008 года[27].